# Secretul din atom
Secretul din atom este un album mixtape pe care sunt prezenți membrii grupării Facem Records, este considerat și primul album al trupei CTC.

## Piese
| # | Titlu                                              | Durată |
| - | -------------------------------------------------- | ------ |
| 1 | Intro                                              | 0:56   |
| 2 | C.T.C. - Secretul din Atom                         | 4:15   |
| 3 | C.T.C. - Legea Gravitației ( feat. Vexxatu' Vexx ) | 3:40   |
| 4 | Cedry2k - Terapie De Șoc                           | 4:17   |
| 5 | Armada - 6 Milioane ( feat. K-Gula )               | 3:31   |
| 6 | C.T.C. - Subteran Atomic                           | 0:40   |
| 7 | C.T.C. - Secretul Din Atom ( Remix )               | 3:08   |
| 8 | Facem Records Crew - Al 12-lea Ceas                | 5:45   |
| 9 | Outro                                              | 0:35   |

## Trivia
- Piesa solo a lui Cedry2k, Terapie de șoc, conține o monorimă cu 32 de cuvinte[1]. Monorima este obținută prin repetarea grupului de litere "-ce" în fiecare vers, de la

Sunteți de fapt sub stadiul de novice,
Simple popice,
Mii de copii ce au pătruns pe scenă și-ncep să mă oftice
...
până la sfârșitul piesei.
1. ↑  Versuri - Terapie de șoc